# Jessica Houara-d'Hommeaux
Jessica Houara-d'Hommeaux est une footballeuse internationale française, née le 29 septembre 1987 à Angers. Elle joue au poste de défenseur.
Elle porte depuis le 2 août 2014 le nom de Jessica Houara-d'Hommeaux, mariée à Benjamin d'Hommeaux. Depuis la fin de sa carrière, elle est consultante football pour la chaîne Canal+. On peut la retrouver en plateaux, ou autour de commentaires de matchs ou analyses de matchs.

## Biographie

### En club
Jessica Houara réalise ses débuts à Angers au club de la Croix Blanche, puis joue au Celtic de Marseille et à l'AS Saint-Étienne.
Elle évolue ensuite au PSG pendant 7 ans. Avec le club parisien, elle remporte un Challenge de France en 2010, et se classe à cinq reprises deuxième du championnat.
Le 1er juillet 2016, elle s'engage en faveur de l'Olympique lyonnais.

### En équipe nationale
Jessica Houara est régulièrement sélectionnée en équipe nationale de jeunes. Avec les moins de 19 ans, elle est finaliste du championnat d'Europe en 2005 puis en 2006.
Avec les moins de 20 ans, elle participe à la coupe du monde des moins de 20 ans 2006 organisée en Russie. L'équipe de France atteint les quarts de finale de la compétition, en se faisant battre par la Corée du Nord. Jessica Houara dispute trois matchs lors de ce tournoi.
Elle reçoit sa première sélection en équipe de France face au Maroc en 2008. À la suite de l'arrivée de Philippe Bergeroo, elle ne quitte plus la sélection. Elle y porte le numéro 8. 
Elle participe avec l'équipe de France au championnat d'Europe 2013 qui se déroule en Suède. L'équipe de France atteint les quarts de finale de la compétition, en se faisant battre par le Danemark.  
En avril 2015, elle figure dans la liste des 23 joueuses qui sont appelées à participer à la Coupe du monde organisée au Canada. L'équipe de France atteint les quarts de finale de la compétition, en se faisant battre par l'Allemagne aux tirs au but. Lors du mondial, elle est titulaire et prend part aux six matchs de son équipe.

### Consultante
Elle a été consultante pendant un an chaque mardi sur France Bleu pour parler de football, puis consultante sur Europe 1 dans Europe 1 Sport pour analyser les matchs de l'Euro masculin 2016. Jessica souhaite avoir une reconversion dans ce domaine après sa carrière. 
En 2017-2018, elle participe à l'émission 19H30 PM présentée par Pierre Ménès sur Canal+ Sport. À partir de 2018, elle rejoint le Late Football Club présentée par Éric Besnard sur la même chaîne.
Le 10 novembre 2018, à l'occasion de la rencontre de Ligue 1 masculine Guingamp-Lyon (2-4), elle commente pour la première fois un match en direct sur l'antenne de Canal+ aux côtés du journaliste David Berger. C'est la première femme à commenter un match de Football Masculin. 
En 2019, elle est présente sur le bord du terrain pour les interviews lors des rencontres de la Coupe du monde féminine de football diffusées sur Canal+, et notamment pour l'ensemble des matchs de l'équipe de France.

### Association
Jessica Houara est régulièrement présente pour des événements caritatifs à travers le monde. Elle est au côté de l'UNICEF, Elle est présente également autours d'associations comme le SIF ou des actions mondiales auprès de la FIFA. 

## Statistiques

### En club
| Saison                | Club                  | Championnat           | Championnat | Championnat | Coupe(s) nationale(s) | Coupe(s) nationale(s) | Compétition(s) continentale(s) | Compétition(s) continentale(s) | Compétition(s) continentale(s) | Total | Total |
| Saison                | Club                  | Division              | M.          | B.          | M.                    | B.                    | Comp.                          | M.                             | B.                             | M.    | B.    |
| 2003-2004             | CNFE Clairefontaine   | Division 1            | 18          | 4           | -                     | -                     | -                              | -                              | -                              | 18    | 4     |
| 2004-2005             | CNFE Clairefontaine   | Division 1            | 13          | 2           | -                     | -                     | -                              | -                              | -                              | 13    | 2     |
| 2005-2006             | CNFE Clairefontaine   | Division 1            | 14          | 1           | -                     | -                     | -                              | -                              | -                              | 14    | 1     |
| Sous-total            | Sous-total            | Sous-total            | 45          | 7           | -                     | -                     | -                              | -                              | -                              | 45    | 7     |
| 2006-2007             | Celtic de Marseille   | Division 2            | 14          | 8           | -                     | -                     | -                              | -                              | -                              | 14    | 8     |
| Sous-total            | Sous-total            | Sous-total            | 14          | 8           | -                     | -                     | -                              | -                              | -                              | 14    | 8     |
| 2007-2008             | RC Saint-Étienne      | Division 1            | 20          | 2           | 1                     | 0                     | -                              | -                              | -                              | 21    | 2     |
| 2008-2009             | RC Saint-Étienne      | Division 1            | 21          | 1           | 3                     | 0                     | -                              | -                              | -                              | 24    | 1     |
| Sous-total            | Sous-total            | Sous-total            | 41          | 3           | 4                     | 0                     | -                              | -                              | -                              | 45    | 3     |
| 2009-2010             | Paris Saint-Germain   | Division 1            | 19          | 3           | 4                     | 1                     | -                              | -                              | -                              | 23    | 4     |
| 2010-2011             | Paris Saint-Germain   | Division 1            | 22          | 4           | 1                     | 0                     | -                              | -                              | -                              | 23    | 4     |
| 2011-2012             | Paris Saint-Germain   | Division 1            | 21          | 3           | 4                     | 1                     | C1                             | 3                              | 0                              | 28    | 4     |
| 2012-2013             | Paris Saint-Germain   | Division 1            | 19          | 0           | 5                     | 0                     | -                              | -                              | -                              | 24    | 0     |
| 2013-2014             | Paris Saint-Germain   | Division 1            | 18          | 2           | 5                     | 1                     | C1                             | 2                              | 0                              | 25    | 3     |
| 2014-2015             | Paris Saint-Germain   | Division 1            | 18          | 1           | 3                     | 0                     | C1                             | 8                              | 0                              | 29    | 1     |
| 2015-2016             | Paris Saint-Germain   | Division 1            | 13          | 0           | 3                     | 0                     | C1                             | 6                              | 0                              | 22    | 0     |
| Sous-total            | Sous-total            | Sous-total            | 130         | 13          | 25                    | 3                     | -                              | 19                             | 0                              | 174   | 16    |
| 2016-2017             | Olympique lyonnais    | Division 1            | 18          | 2           | 3                     | 0                     | C1                             | 7                              | 0                              | 28    | 2     |
| 2017-2018             | Olympique lyonnais    | Division 1            | 3           | 0           | 1                     | 0                     | C1                             | 0                              | 0                              | 4     | 0     |
| Sous-total            | Sous-total            | Sous-total            | 21          | 2           | 4                     | 0                     | -                              | 7                              | 0                              | 32    | 2     |
| Total sur la carrière | Total sur la carrière | Total sur la carrière | 251         | 33          | 33                    | 3                     | -                              | 26                             | 0                              | 310   | 36    |

### En sélection
| Sélection | Année | Statistiques | Statistiques |
| Sélection | Année | Matchs       | Buts         |
| --------- | ----- | ------------ | ------------ |
| France    | 2008  | 1            | 0            |
| France    | 2012  | 2            | 0            |
| France    | 2013  | 10           | 0            |
| France    | 2014  | 14           | 0            |
| France    | 2015  | 14           | 1            |
| France    | 2016  | 14           | 2            |
| France    | 2017  | 9            | 0            |
| Total     | Total | 64           | 3            |

## Palmarès

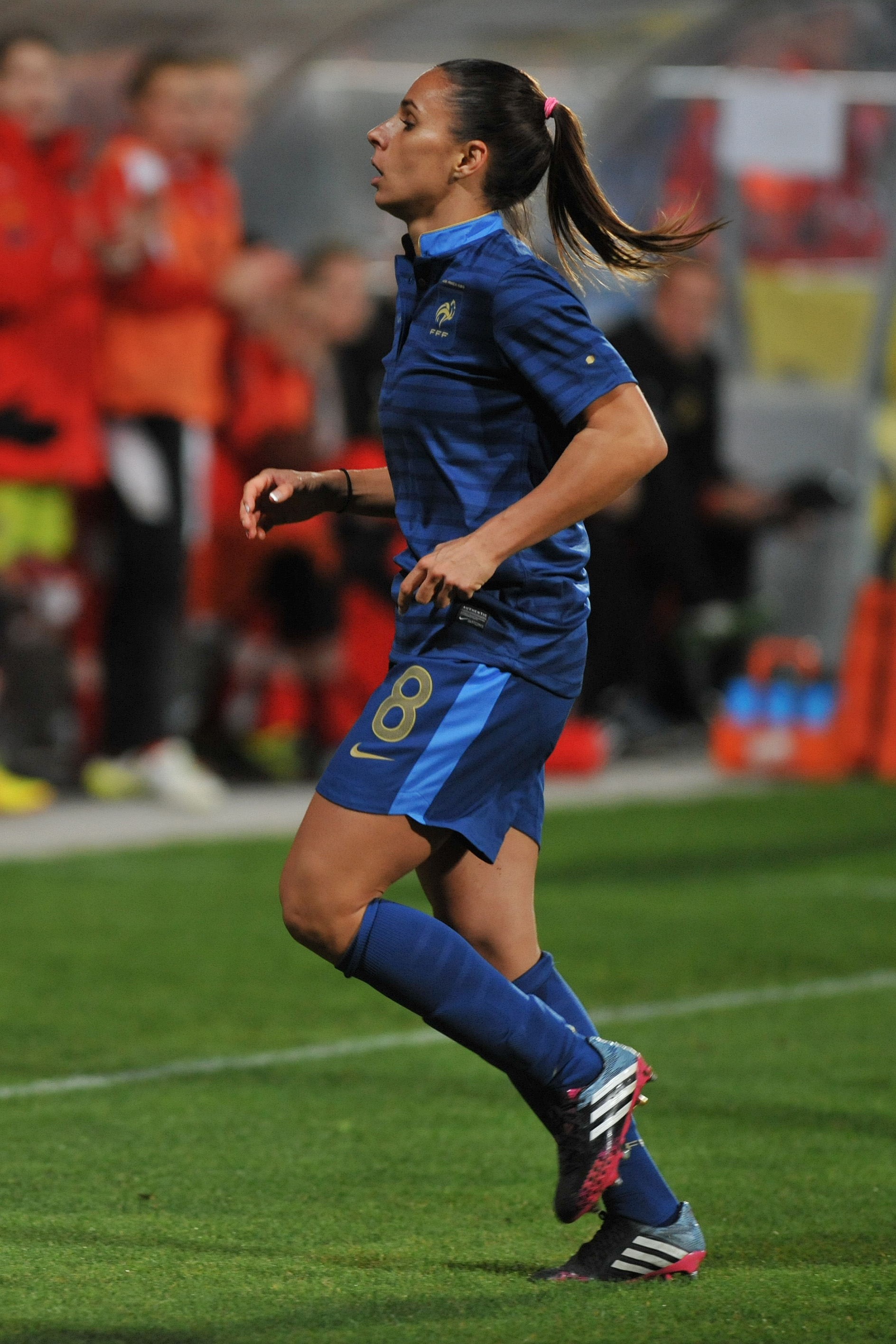
Jessica Houara avec l'équipe de France en octobre 2013.

### En sélection
Équipe de France U-19 :
- Finaliste du championnat d'Europe des moins de 19 ans en 2005 et 2006

 Équipe de France :
- Vainqueur du Tournoi de Chypre en 2014 (1)

### En club
Paris Saint-Germain :
- Vainqueur du Challenge de France en 2010 (1)
- Finaliste de la Coupe de France en 2014
- Finaliste de la Ligue des champions en 2015

 Olympique lyonnais :
- Vainqueur du Championnat de France en 2017 et 2018 (2)
- Vainqueur de la Coupe de France en 2017 (1)
- Vainqueur de la Ligue des champions en 2017 (1)
- Finaliste de la Coupe de France en 2018